# Tomàs Gilabert i Boyer
Tomàs Gilabert i Boyer (Guadalajara, Mèxic, 4 de novembre de 1950) és un advocat i polític català, diputat al Parlament de Catalunya en la IV Legislatura.

## Biografia
Fill d'exiliats, es llicencià en dret a la Universitat de Barcelona i s'establí a Reus, on ha exercit d'advocat. De 1985 a 1989 fou vicepresident de l'assemblea reusenca de la Creu Roja, ha estat vicedegà del Col·legi d'Advocats de Reus i és membre del Centre de Lectura de Reus, del Club Natació Reus Ploms, del Reus Deportiu i de l'Institut de Drets Humans de Catalunya
El 1977 es va afiliar a Convergència Democràtica de Catalunya, de la que n'ha estat president a Reus. A les eleccions municipals espanyoles de 1987 i 1991 fou elegit regidor a l'ajuntament de Reus i diputat a les eleccions al Parlament de Catalunya de 1992. Ha estat, entre d'altres, membre de la Comissió d'Organització i Administració de
la Generalitat i Govern Local del Parlament de Catalunya. També ha estat vicepresident primer del Consell Comarcal del Baix Camp.
Posteriorment ha continuat la seva carrera com a advocat penalista. També és president de la secció de Constantí de Tarbut Sefarad, associació que reivindica la cultura i el llegat jueu a Espanya i defensa l'Estat d'Israel.